# Caca (mitología)
Caca (en latín Cāca, ‘malvada’) era, en la mitología romana, una diosa que mostró a Hércules el camino para el robo de los bueyes de Gerión y que consiguió su divinidad por haber traicionado a su hermano. Servio nos aclara que Caca era hermana de Caco. Se ganó un santuario en el que se le hacían sacrificios a través de una virgen vestal.  Es de esperar que si Caco era hijo de Vulcano también lo fuera Caca.
A pesar de ser mencionada solo por fuentes tardías, Caca es probablemente una diosa romana más antigua. Servio dice que tenía un sacellum (santuario), probablemente en Roma.  Se la considera una especie de «proto-Vesta», una diosa del fuego que comparte con su hermano la capacidad de respirar fuego heredada de Vulcano.